# Eskebjerg
Eskebjerg is een plaats in de Deense regio Seeland, gemeente Kalundborg, en telt 277 inwoners (2008).